# 奥克托今
奥克托今（代号），也称奥克托金、奥托今，是目前投入使用的综合性能最优良的单质炸药，同时具有高密度、高能量、良好热安定性等特点，广泛应用于军事、矿业、石油工业等领域。奥克托今的系统命名法名称为1,3,5,7-四硝基-1,3,5,7-四氮杂环辛烷，也可描述为环四亚甲基四硝胺，是典型的硝胺类炸药，与黑索金为同系物。

## 历史
奥克托今最早由沃纳·伊曼纽尔·巴赫曼等人于1941年在巴赫曼法制备黑索金过程中分离得到，后分别于1942年和1943年由美国的惠特莫尔和德国的费希尔各自独立发现并确定结构，但在后续研究中其特劳茨铅块试验测得输出能量不及黑索金，遂在第二次世界大战期间被各国忽视。20世纪50年代，研究人员发现密度对爆炸性能的重要影响，奥克托今被重新测试，随后因其优秀性能在世界各国广泛应用。至20世纪70年代末，美国已在霍尔斯顿陆军弹药厂建成10条巴赫曼工艺联合生产线，全速生产时奥克托今年产量可达6800吨。2012年，奥克托今被选为隼鸟2号搭载的小型碰撞装置主装药，该装置后于2019年成功在小行星龙宫上方爆炸并形成人造陨石坑。

## 物理性质
奥克托今存在5种晶型，分别为α型、β型、γ型、δ型和ε型，其中前四者发现时间较早，ε型则直至2010年才被发现，目前研究较少。在一定温度条件下，奥克托今的晶型间可以发生相互转化：116°C时α型转化为β型；154°C时，β型转化为γ型；167至183°C时，β型转化为δ型；175至182°C时γ型转化为δ型；193至201°C时，α型转化为δ型。在环己酮环境下，β型至δ型转化过程中会在一定温度梯度内生成ε型副产品，如果不受到外力作用，其在室温下可以保持稳定，受到刺激则会迅速转化为β型。
| 晶型       | 晶系     | 晶胞参数                                     | 密度（g/cm3） |
| ---------- | -------- | -------------------------------------------- | ------------- |
| α型        | 正交晶系 | a=1.514nm b=2.389nm c=0.5913nm               | 1.839         |
| β型        | 单斜晶系 | a=0.65nm b=1.093nm c=0.732nm β=103.3°        | 1.893         |
| γ型        | 单斜晶系 | a=1.095nm b=0.793nm c=1.461nm β=119.4°       | 1.780         |
| δ型        | 六方晶系 | a=0.766nm b=0.766nm c=3.249nm α=β=90° γ=120° | 1.759         |
| ε型        | 单斜晶系 | a=2.1799nm b=1.0913nm c=1.0819nm β=97.43°    | 1.919         |
| 参考文献： |          |                                              |               |

其各晶型间转化能量为：
| 转化前晶型 | 转化后晶型 | 能量（kcal/kg） | 能量（kJ/kg） |
| ---------- | ---------- | --------------- | ------------- |
| α型        | β型        | 1.92            | 8.04          |
| α型        | γ型        | 3.71            | 15.5          |
| α型        | δ型        | 5.98            | 25.0          |
| β型        | γ型        | 5.64            | 23.6          |
| β型        | δ型        | 7.90            | 33.1          |
| γ型        | δ型        | 2.26            | 9.46          |
| 参考文献： |            |                 |               |

奥克托今β型在常温下最为稳定，在前四种晶型中密度最大且机械感度最低，是目前主要使用的奥克托今晶型。如无特殊说明，下列表述均为β晶型对应性质。
纯的奥克托今为白色结晶粉末，经钝化处理后会出现其他颜色，其密度最大可达1.96 g/cm3，熔点则为276至282°C。奥克托今几乎不溶于水和甲醇、乙醇、苯、甲苯、乙醚等常规有机溶剂，仅微溶于冰乙酸和丙酮。奥克托今会与二甲基甲酰胺、二甲基亚砜等形成络合物，因而其在这些溶剂中的溶解度也较大。

## 化学性质及反应
奥克托今化学性质较为稳定，在光照、稀硫酸、稀硝酸等条件下不发生分解反应，仅在浓酸或碱性环境下发生水解，其在浓硫酸中发生的酸性水解过程如下：

奥克托今在碱性环境下的水解速率快于酸性环境，且在一定温度和PH值条件下能够被完全水解，部分研究还表明奥克托今的碱性水解速率与温度正相关且几乎不受容器内压力影响，因此可以使用碱液清洗相关生产设备。此外，奥克托今还会在丙酮溶液中水解，但分解速度慢于黑索金。
奥克托今能够与众多有机溶剂形成溶剂化物，其中较为典型的有二甲基甲酰胺、2-吡咯烷酮、2-哌啶酮、邻硝基苯胺、3种甲苯胺及其取代物、3种苯二胺及其取代物、苯胺的卤代物、甲苯的二氮基取代物及萘的衍生物。这些物质与奥克托今所形成的溶剂化物中的分子比例不尽相同，其形成所需干燥温度和干燥时间也有较大差异。
二苯胺或二苯基联苯胺的硫酸溶液能够与奥克托今发生显色反应，进而鉴别该物质。此外，将奥克托今溶于过量二甲基甲酰胺中，待多余溶剂蒸发后依次加入硫酸钙、氨水、二硫化碳和苯，最终苯溶液会显棕色。
奥克托今的真空安定性和热稳定性较好，将试样放置于120°C环境下处理22小时，其气体产生量明显低于黑索金、特屈儿、硝基胍和太安，与梯恩梯和六硝基茋相近。环境温度高于熔点时，奥克托今会按一级反应动力学特征分解，熔点附近其半衰期约为216秒，314°C时半衰期降至45秒。若忽略温度对分解产物的影响，其分解反应式近似为：
{\displaystyle {\rm {HMX\rightarrow 0.95NO+1.51N_{2}O+1.16N_{2}+0.57CO+0.64CO_{2}}}}
奥克托今的热分解机理复杂，其整体流程尚无定论，但研究普遍认为应当与分子各化学键断裂的优先级密切相关且与其所处相态有关。二十世纪末至今，多个研究团队通过数种模型对奥克托今的特定热分解过程进行了模拟计算，普遍认同氮氮键断裂、HONO解离、碳氮键断裂和开环为主要反应路径，但在产物种类及出现顺序等方面仍存在诸多争议。此外，还有团队研究了压力对分解过程的影响，发现低压下过程倾向于分子间反应，初始时主要涉及氮氮键断裂和HONO解离，反应速率与密度负相关，体系呈吸热反应，高压下倾向于分子内反应，生成较多分子团簇，初始时反应速率与密度正相关，体系呈放热反应。

## 制备工艺
奥克托今制备方法较多，其中应用最为广泛的为1949年发表的巴赫曼法联合制备奥克托今和黑索金。以乌洛托品、醋酐、硝酸铵、硝酸等为原料的典型反应关系式如下，由于其产率不固定，该式反应系数不代表其实际比例关系：
{\displaystyle {\rm {(CH_{2})_{6}N_{4}+(CH_{3}CO)_{2}O+HNO_{3}+NH_{4}NO_{3}\rightarrow HMX+RDX+CH_{3}COOH}}}
该方法中，奥克托今产率受到硝酸铵、醋酐、硝酸、温度等因素的共同影响。其他条件固定情况下，其存在最佳硝酸-乌洛托品比例，即产率随硝酸浓度上升而先提高后下降，此外，其产率还与硝酸铵和醋酐浓度负相关，与温度正相关，最佳硝酸-乌洛托品比例也会随各条件改变而略微发生偏移。巴赫曼法原料混合物在醋酐或乌洛托品质量分数极低且其他组分处于特定比例的极端情况下有燃烧和爆炸风险，但实际生产中各原料比例与该危险情况对应比例相差较大。
巴赫曼法制得的奥克托今含有黑索金杂质，需要提纯处理后才能使用，常见方法包括：利用二者在二甲基亚砜和水中的溶解度差异快速降温直接提取奥克托今；利用奥克托今与二甲基甲酰胺形成难溶络合物的性质分离溶液；利用奥克托今与环戊酮形成溶解度较高加合物的性质分离析出的黑索金等。部分产品还可能存在奥克托今晶型不统一的问题，此时需要将产品再溶于特定溶剂中进行重结晶处理，此步骤还可同时控制产品粒度。
巴赫曼法在制备过程中存在产率低、醋酐用量大、反应速度慢等缺点，科研人员后续又开发出了多种制备方法，其中以乌洛托品与醋酐反应制得的3,7-二乙酰基-1,3,5,7-四氮杂二环壬烷（DAPT）为原料所开发的流程如下：

DAPT与一定比例的氯乙酸、醋酐、乙酸钠、乙酸混合反应生成1,3,5,7-四乙酰基-1,3,5,7-四氮杂环辛烷（TAT），适当条件下产率可达89%，TAT在一定比例浓硝酸和五氧化二磷混合物环境中加热一段时间即可获得纯度较高的α型奥克托今，产率可达77%。DAPT也可在硝酸-五氧化二磷体系中直接生成奥克托今，但产率不足11%。另一种生产方式主要以1,5-二乙酰基-3,7-二硝基-1,3,5,7-四氮杂环辛烷（DADN）为原料。DADN可通过DAPT在硝酸-四氧化二氮联合制取中间产物后氧化获得，也可通过一定比例的硝酸-硫酸体系直接制取，两种方案在一定条件下的产率均超过80%。DADN在多种硝酸与其他物质的混合体系下可以制取奥克托今，其中使用多聚磷酸或五氧化二磷作为混合物质时可以达到最高99%的产率，使用五氧化二氮时的产率也可达到96%以上。
除DAPT系列制法外，奥克托今制备的另一主要研究方向为寻找乌洛托品硝解重要产物3,7-二硝基-1,3,5,7-四氮杂二环壬烷（DPT）的其他生成途径。尿素经硝硫混酸处理可以以较高产率得到硝基脲，随后将其与甲醛反应可制得中间体，最终中间体与甲醛和氨缩合即可制得DPT，总产率超过50%，随后仅需使用与巴赫曼法一致的硝解剂处理DPT即可得到奥克托今。该方法原料便宜易得，有可能降低奥克托今制造成本，其反应流程示意图如下：

## 爆炸与燃烧性能
奥克托今爆炸的理论反应方程式为：
{\displaystyle {\rm {HMX\rightarrow 4CO\uparrow +4N_{2}\uparrow +4H_{2}O\uparrow }}}
其氧平衡为-21.6%，属负氧平衡炸药。其爆容为902L/kg，爆压39.5GPa，爆热5599kJ/kg，1.9g/cm3密度下爆速9100m/s，1.763g/cm3密度下爆温3800K，弹道臼炮法测得TNT当量150%。奥克托今的5秒爆发点约为300°C，10秒爆发点280°C，最小起爆药量0.3g叠氮化铅。
奥克托今在适当压力和粒度条件下能够较平稳燃烧而不发生爆炸，其燃速与环境压力显著正相关，此外，装药密度也会影响奥克托今的线性燃速，但对质量燃速影响较小。奥克托今燃烧时其燃速会随多种因素变化而波动，其火焰区域宽度及气态物质组成也会随之改变。该物质的火焰结构包括2个主要的化学反应区，靠近燃烧表面的一个主要发生奥克托今蒸气的分解，同时产物反应生成氰化氢和一氧化氮，它们随后在第二个区域反应并生成最终燃烧产物。奥克托今火焰区域气态物质组成与其他硝胺类物质燃烧产物基本一致，主要包括氢气、水、氰化氢、氮气、一氧化碳、甲醛、一氧化氮、一氧化二氮、二氧化碳、二氧化氮和气态奥克托今。

## 应用
奥克托今爆炸性能优良但流散性较差，且成本高于RDX、PETN等常用猛炸药，因而不常作为单一装药使用，一般与其他炸药组成熔铸装药以提高导弹、特种弹药等的威力。二十世纪七十年代以来，美国等国还先后开发出了多种基于奥克托今的高能粘结炸药，其中较为著名的有以硝化棉为粘结剂、三(β-氯乙基)磷酸酯为增塑剂的PBX-9404，以聚氨基甲酸酯和缩醛型树脂为添加剂的PBX-9501和LX-14。
二十世纪末至今，一些研究团队基于奥克托今能量高、热安定性能优良的特点，开始将其应用于固体推进剂领域。在高氯酸铵-端羟基聚丁二烯-铝粉常规固体推进剂中加入质量分数10%至20%的奥克托今可显著改善推进剂的能量利用效率和机械性能并减少20%至30%的氯化氢排放量。在配比适当条件下，奥克托今还可直接作为推进剂主体成分使用，这类型推进剂不含高氯酸盐和铝，一般能够达到无烟或极少烟尘的效果，在环保方面有一定优势。

## 毒性与废料处理
目前研究表明奥克托今本身对于人的淋巴母细胞、中国仓鼠的肺细胞、红背蝾螈、淡水鱼类、淡水浮游动物、绿藻、土壤微生物均未表现出明显毒性，但其DMSO溶液对某些物种而言却是致命的：豚鼠静脉注射实验半数致死量为28.2mg/kg，兔在低剂量重复实验中也相继死亡。此外，一些实验还发现奥克托今对于某些动物的神经系统有影响，如西部围栏蜥蜴出现癫痫，兔出现癫痫和过度运动症状。
奥克托今对人体健康和环境具有潜在影响，其生产过程废水需要处理。使用芬顿试剂为一有效处置方案，在一定PH值、过氧化氢浓度和亚铁离子浓度条件下，低浓度废液中的奥克托今可被完全去除，但其所需时间长于相同浓度下的黑索金废液，紫外光照射和超声波环境则可明显提高处理效率。此外，奥克托今废液还可通过铁粉还原、微生物降解、光化学催化、超临界水氧化等方法进行处理。